# Copris surdus
Copris surdus là một loài bọ cánh cứng trong họ Bọ hung (Scarabaeidae).